# Lytta cyanipennis
Lytta cyanipennis es una especie de coleóptero de la familia Meloidae.

## Distribución geográfica
Habita en Oregón (Estados Unidos).